# Papouškovití
Papouškovití (Psittacidae) jsou početnou a společně s kakaduovitými a kakapovitými také jedinou obecně uznávanou čeledí řádu papoušci čítající asi 330 druhů. Jsou rozšířenější než jejich blízcí příbuzní kakaduové, vyskytují se v Severní i Jižní Americe, Africe, Asii a Austrálii a přes východ Tichého oceánu jejich areál rozšíření zasahuje až po Polynésii.
Pod čeleď papouškovitých bývají obvykle řazeny dvě podčeledi. První, početnější, Psittacinae zahrnuje papoušky, ary a jiné, druhá, Lorrinae zase papoušky lori, charmoziny a vini. Některé zdroje však tyto podčeledi uznávají za plnohodnotné čeledi a uvádějí je tak pod názvy Psittacidae a Loriidae.
Většina zástupců se živí zejména semeny. U některých druhů jsou v potravě zastoupeny také bobule, ořechy, zelené části rostlin, hmyz či nektar. Obvykle jsou také monogamní (žijí v párech) a hnízdí v dutinách stromů.

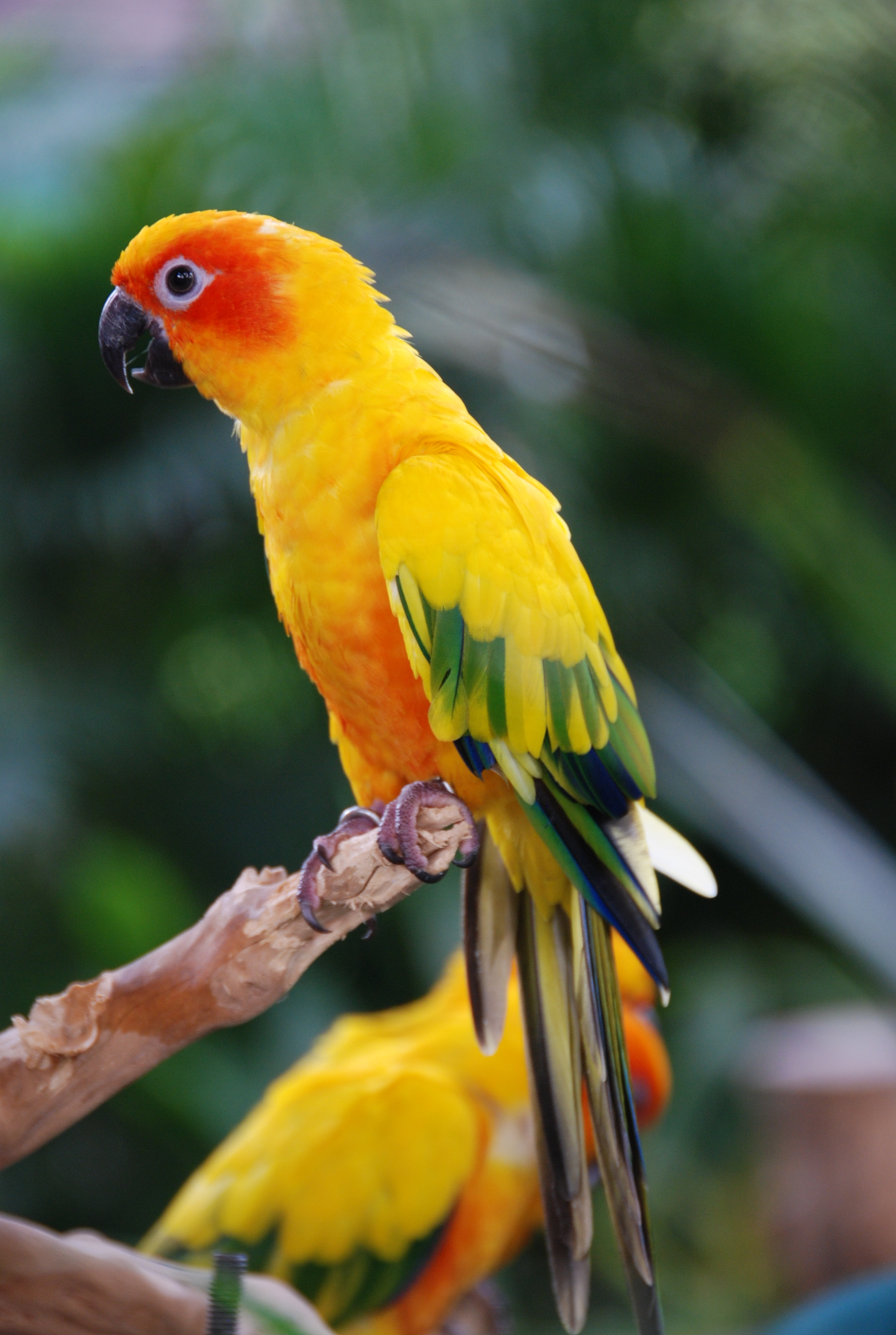
Aratinga sluneční

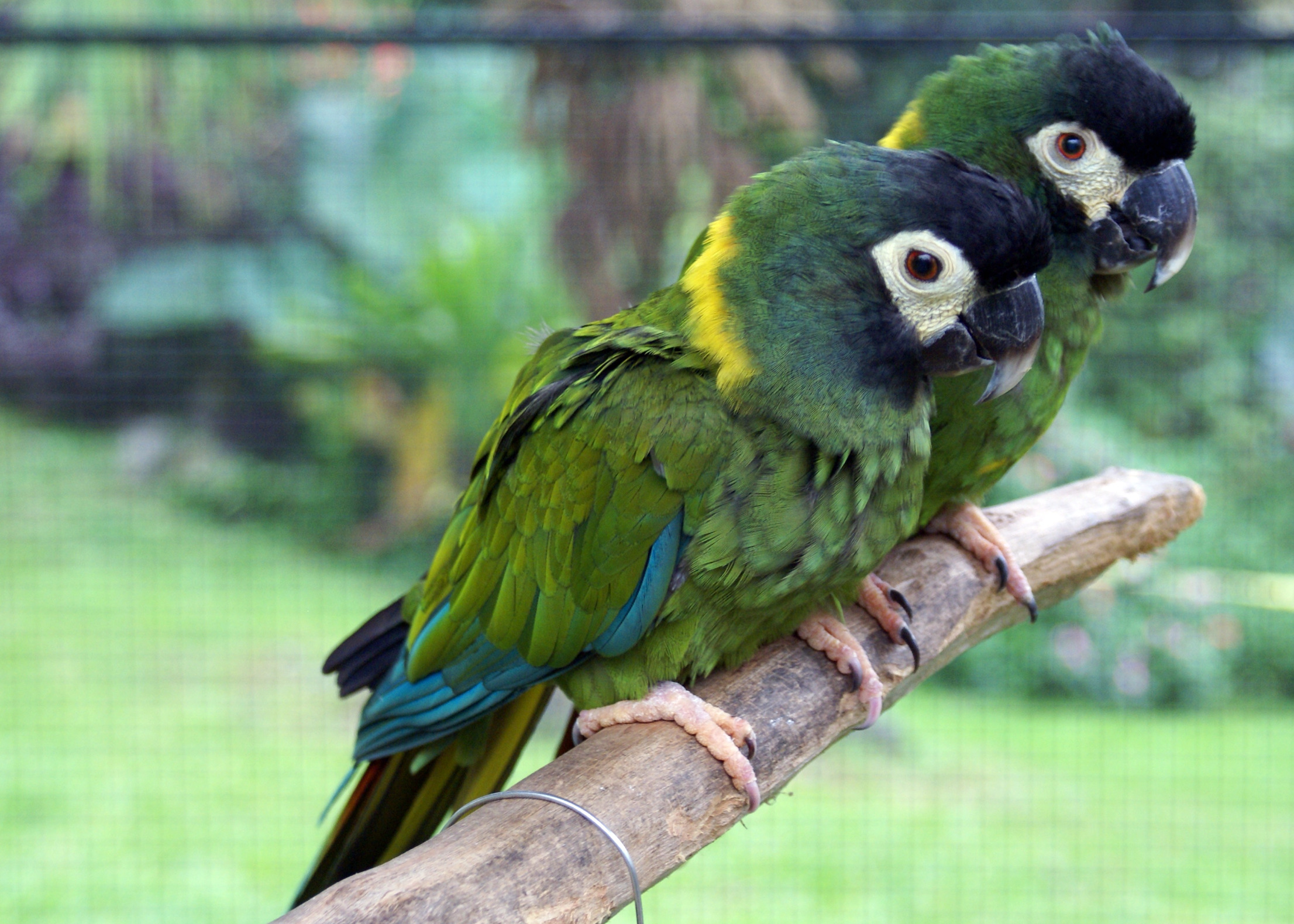
Pár arů žlutokrkých

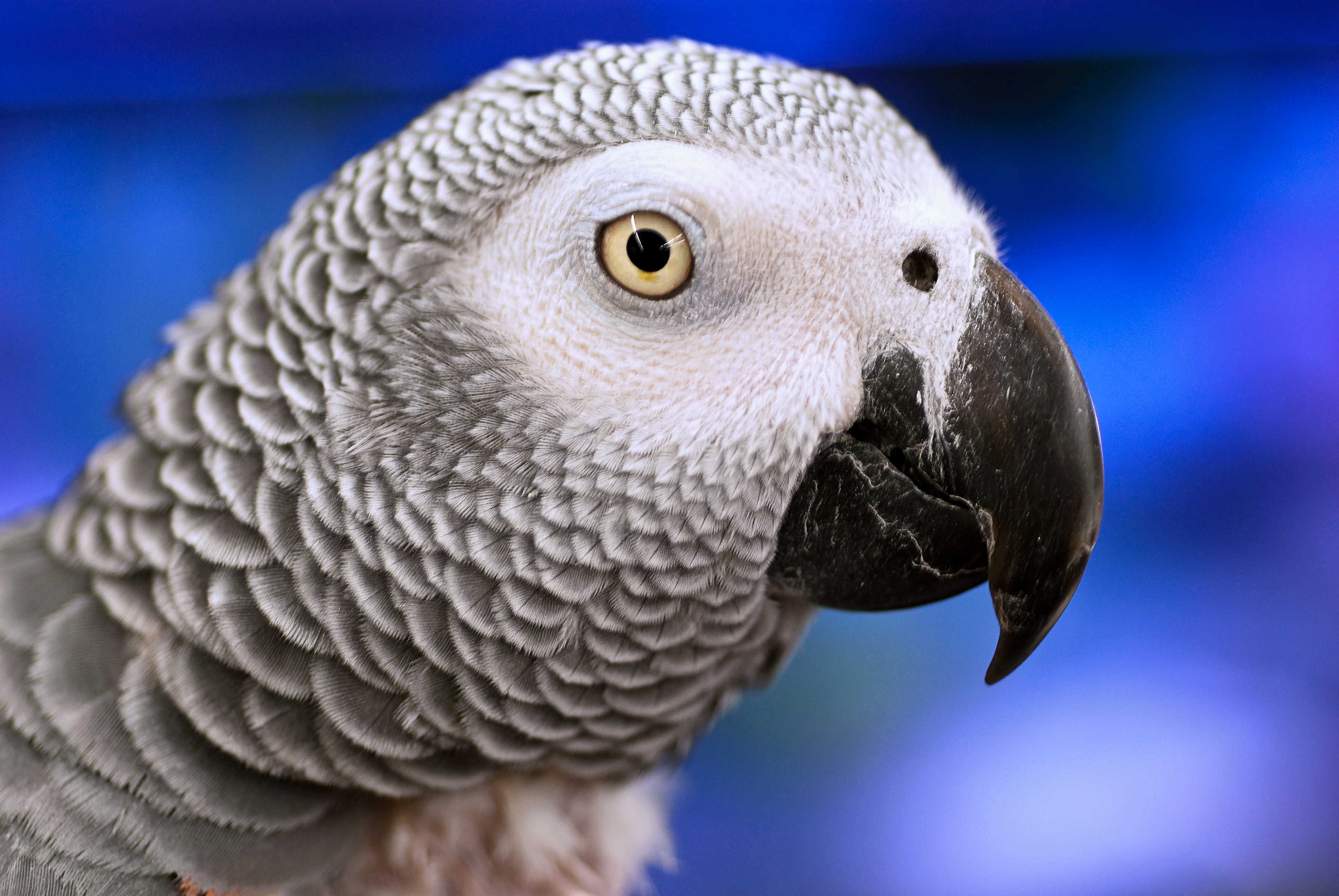
Žako šedý

## Podřazené taxony
- podčeleď Psittacinae
  - rod Bavaripsitta † 
  - rod Poicephalus
  - rod Psittacus
  - rod Xenopsitta †

- podčeleď Arinae
  - tribus Androglossini
    - rod Alipiopsitta
    - rod Amazona
    - rod Graydidascalus
    - rod Pionopsitta
    - rod Pionus 
    - rod Pyrilia
    - rod Triclaria

  - tribus Arini
    - rod Anodorhynchus
    - rod Ara
    - rod Aratinga
    - rod Conuropsis
    - rod Cyanoliseus
    - rod Cyanopsitta
    - rod Diopsittaca
    - rod Enicognathus
    - rod Eupsittula
    - rod Guarouba
    - rod Leptosittaca
    - rod Ognorhynchus
    - rod Orthopsittaca
    - rod Primolius 
    - rod Psittacara
    - rod Pyrrhura
    - rod Rhynchopsitta
    - rod Thectocercus

  - rody (mimo tribus)
    - rod Bolborhynchus
    - rod Brotogeris
    - rod Deroptyus
    - rod Forpus
    - rod Hapalopsittaca
    - rod Myiopsitta
    - rod Nannopsittaca
    - rod Pionites
    - rod Psilopsiagon
    - rod Touit